# Joaquín Capapé
Joaquín Capapé (Alcañiz, 1787- Puerto Rico, 25 de diciembre de 1827), también conocido como «el Royo» o «Royo Capapé», fue un guerrillero realista español que encabezó en mayo de 1824 una fracasada insurrección ultraabsolutista, la primera de las que tuvieron lugar durante la Década Ominosa (1823-1833), último período del reinado de Fernando VII. Con el grado de «Mariscal de campo», había formado parte del «ejército de la fe» que apoyó al ejército francés de los Cien Mil Hijos de San Luis que invadió España en abril de 1823 y puso fin al Trienio Liberal.

## Biografía
Nacido en Alcañiz en 1787 era «un carretero de buena figura, jaquetón, hombre de mucho despejo y talento natural, amigo de alternar con la aristocracia en partidas de caza y juego de pelota», según el retrato que hizo de él Vicente de la Fuente. Participó en la Guerra de la Independencia del lado «patriota» y en 1820, en los inicios del Trienio Liberal, entró a formar parte de la Milicia Nacional. Sin embargo, por despecho al no haber sido ascendido a sargento se pasó al bando absolutista y encabezó una partida realista. Llegó a mandar 6000 hombres y durante la Guerra Realista, tras algunos éxitos, sufrió una espectacular derrota en Algimia de Almonacid en febrero de 1823 infligida por las tropas constitucionalistas. Se atribuyó el grado de «Mariscal de Campo», aunque él dirá que le fue otorgado por «juntas gubernativas realistas y gefes de superiores». Integrado en el «ejército de la fe» que apoyó al ejército francés de los Cien Mil Hijos de San Luis, entró en Zaragoza en julio de 1823 tras ser «liberada» por los franceses en abril. Allí comandó un batallón de los recién creados voluntarios realistas.
Desde su «liberación» Zaragoza fue controlada por los voluntarios realistas y en los primeros meses de 1824 vivió una situación casi insurreccional provocada por la decisión del gobierno absolutista «reformista» de disolver el «ejército de la fe» y de establecer un reglamento que limitaba la composición y las actividades de los voluntarios realistas ―estos en abril habían desatado en la ciudad una persecución de «sospechosos» al haber aparecido un supuesto pasquín revolucionario con amenazas al rey, a los voluntarios realistas y al clero, que el superintendente de policía, que también fue amenazado, no pudo atajar―. Se nombró al conde de España nuevo capitán general de Aragón quien gracias a las tropas francesas que llegaron desde Navarra pudo restablecer el orden y licenciar a los oficiales de la división de Capapé.
Mientras tanto Capapé había ido a Madrid a pedir que se le reconociera su grado de «Mariscal de campo» y a cobrar las pagas atrasadas correspondientes. Según una versión de los hechos fue recibido por el rey a quien Capapé le dijo que «estaba rodeado de traidores» y, poco después, por una «augusta señora» de Palacio que le dijo que el rey, «aunque muy bueno», «estaba dominado por ellos», y que la solución era que «abdicase en su hermano don Carlos, el cual haría triunfar la Santa Religión en todo su esplendor». Sin embargo, Capapé en la causa militar que se le incoó afirmó que no pudo entrevistarse con el rey y el historiador Josep Fontana lo considera creíble porque durante la mayor parte del tiempo que pasó en la capital el rey y la familia real estuvieron fuera de Madrid. Sí que se entrevistó con el Secretario del Despacho de Guerra José de la Cruz de quien no consiguió que se le reconociera su grado de «Mariscal de campo» y a raíz de esto se relacionó con los círculos «ultras» que se oponían al gobierno «reformista», del que Capapé empezó a hablar mal en público, siendo controlado por la policía. Uno de sus contactos «ultras» fue el «general» Jorge Bessières, que estaba preparando un levantamiento, quien le convenció para que participara en él.

### La fallida insurrección «ultra»
El 14 de mayo Capapé abandonó Madrid, con un pasaporte falsificado, para intentar sublevar Aragón. Se dirigió a Teruel y el 24 de mayo se entrevistó con su gobernador, José Puértolas. Lo intentó convencer diciéndole, según contaron tres capitanes presentes en la reunión, «que el rey se hallaba sin libertad, que la constitución se iba a jurar de nuebo  [sic] …, que el Sr. Ministro de Estado le había llamado para decirle que, si quería tomar partido a fabor [sic] de la Constitución, le harían teniente general y le pagarían todos los atrasos». Como «todos los del gobierno eran unos pícaros…, habían determinado seis u ocho, entre ellos Bessières, Chambó y Juanillo, levantar un ejército para exterminar a nuestros aliados franceses y degollar a todo constitucional». Pero Puértolas no solo no se sumó a la conjura sino que lo mandó detener. Sin embargo Capapé consiguió convencer a 55 oficiales y soldados del regimiento que lo custodiaba (con el mismo argumento de que el rey estaba «cautivo» de los franceses) para que huyeran con él. Todos ellos fueron capturados por el ejército que les perseguía el 28 de mayo cerca de Villarluengo.
Capapé fue conducido a Zaragoza y luego a Madrid, donde fue encerrado en el cuartel del Seminario de Nobles hasta agosto de 1825, cuando se produjo la insurrección de Bessières, que fue trasladado a la cárcel de corte, donde estuvo incomunicado hasta enero de 1826. Durante el larguísimo proceso su abogado defensor, el teniente coronel Urbiztondo, respaldó las acusaciones lanzadas por Capapé contra el Secretario del Despacho de Guerra José de la Cruz por lo que fue arrestado y encarcelado en el castillo de las Peñas de San Pedro durante un año para que «aprendiese a tratar con el devido [sic] respeto a los tribunales de S.M.». Capapé se negó entonces a escoger otro defensor y tuvo que ser nombrado uno de oficio.
Según Josep Fontana, la fracasada insurrección de Capapé fue «un movimiento contra la política reformista en materia militar que tenía como objetivo principal conseguir el reconocimiento de los grados que se habían otorgado a los realistas y el cobro de los sueldos atrasados que reclamaban. Se trataba de un “pronunciamiento” dirigido fundamentalmente a los militares ―oficiales ilimitados [miembros del «ejército de la fe» que no había sido incorporados al ejército regular y habían quedado bajo licencia «ilimitada»] y, en segunda instancia, voluntarios realistas― y sin trama civil, que especulaba con el tema de la amnistía y con el fantasma de una constitución “a la francesa” con el fin de legitimar la insurrección. La politización del levantamiento de Capapé, su aprovechamiento del sector ultra, se produjo durante el proceso».

### Intervención del rey y destierro a Puerto Rico
Los intentos de Capapé de inculpar al general De la Cruz tuvieron éxito y este no sólo fue destituido como Secretario del Despacho de Guerra sino que fue encarcelado. Sin embargo, pronto se demostró la «calumnia y la injusticia» de las acusaciones y De la Cruz fue puesto en libertad y ascendido por el rey a teniente general, pero después de pasar más de tres meses en prisión. El rey insistió entonces en que se juzgara a Capapé y pasó su causa al Consejo Supremo de Guerra. Pero sus miembros no se pusieron de acuerdo en la condena que había que aplicarle, si pena de muerte o reclusión por cuatro años en un castillo —alguno incluso se pronunció por la absolución—, y el rey optó por tomar la decisión final. Mandó que se le encerrase en el castillo de San Sebastián de Cádiz, siendo destituido de cualquier cargo y honor militar. Más adelante la sentencia se concretó en el destierro a Puerto Rico por seis años. Llegó a la isla a finales de septiembre de 1827, tras haber pasado por Ceuta y las Islas Canarias. Moriría poco después: el día de Navidad del mismo año.